# Émetteur de Marnach

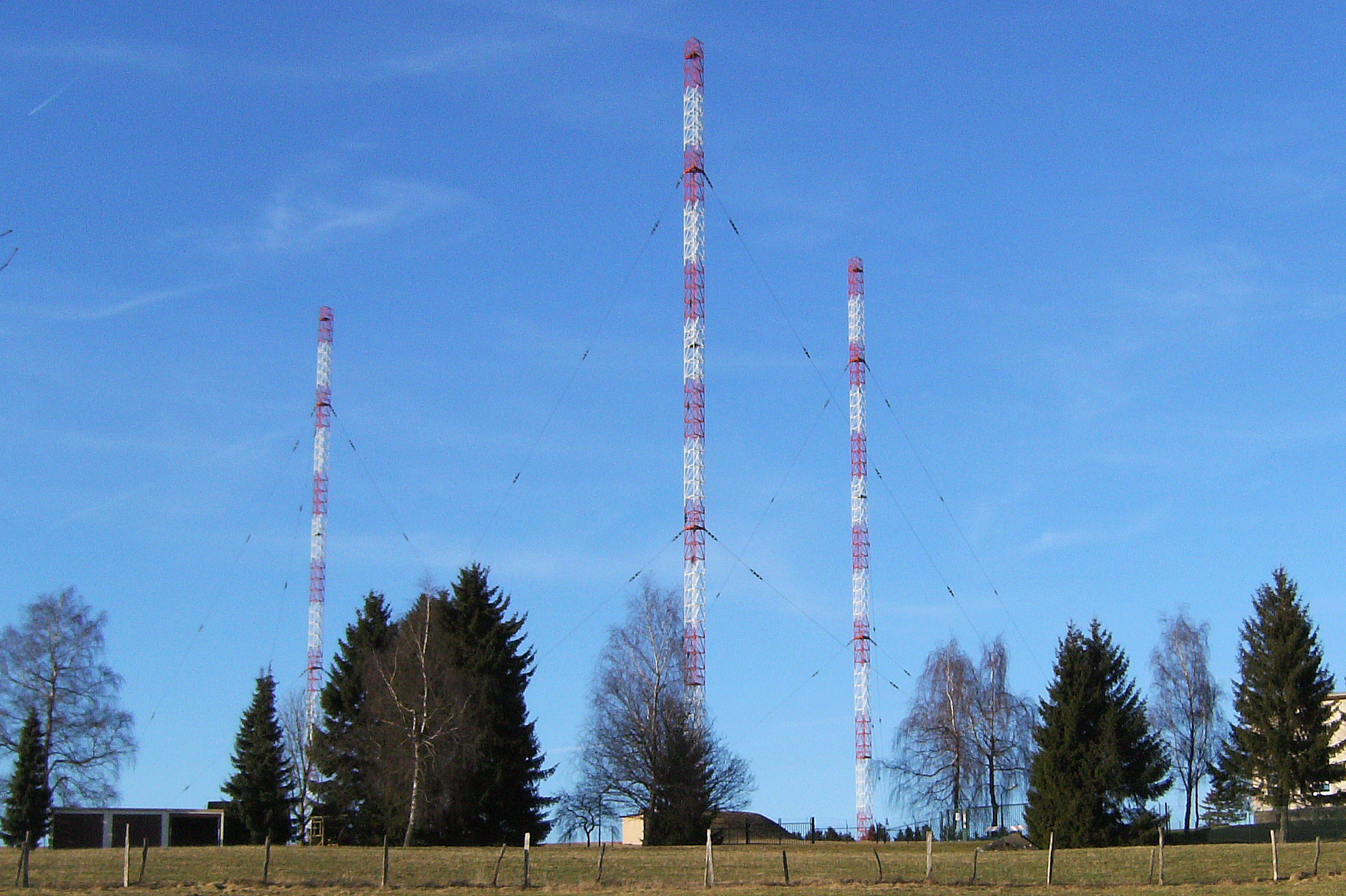
Les pylônes du site d'émission principal de Marnach.

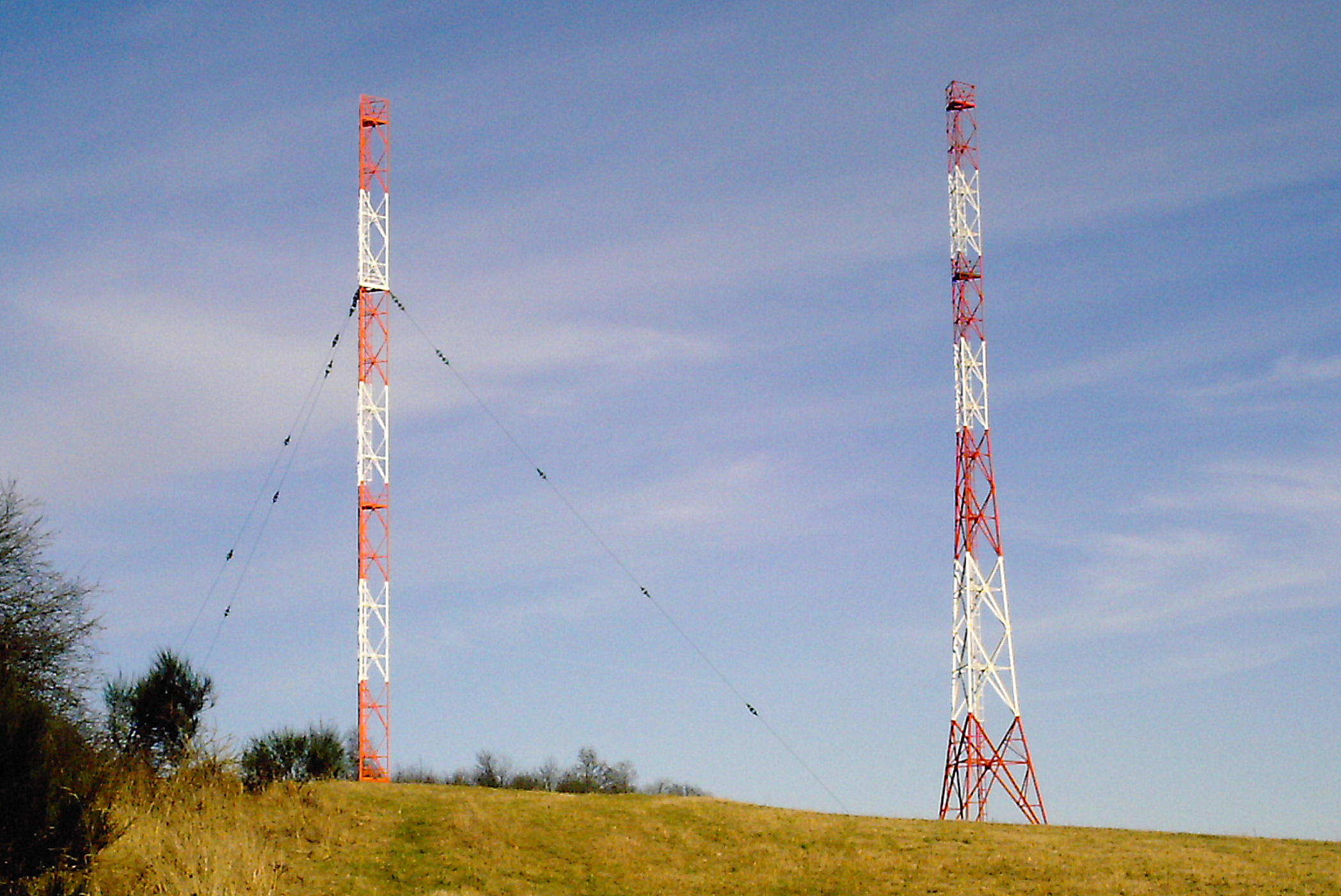
Les pylônes du site d'émission de nuit de Marnach.

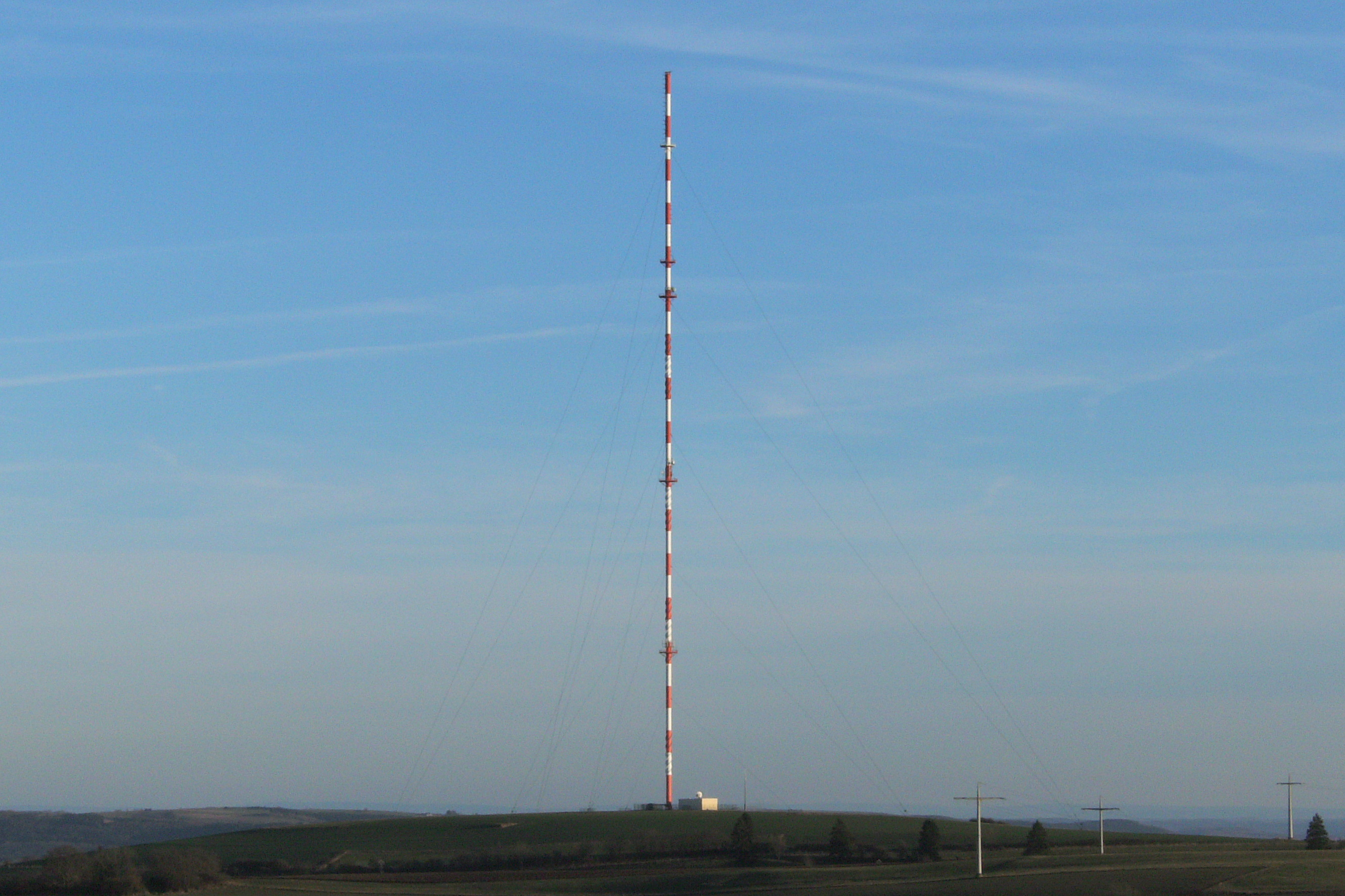
L'émetteur FM de Hosingen. Pour mémoire, d'autres émissions FM ont également lieu depuis le pylône de Dudelange, au sud du Luxembourg.

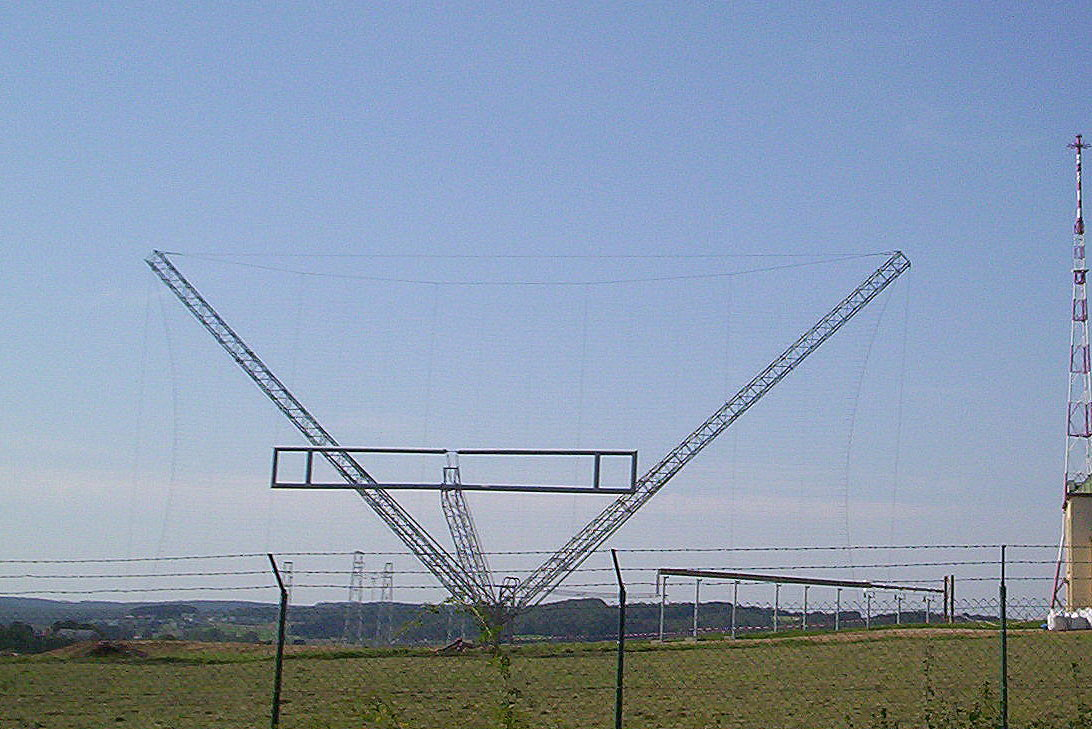
Antennes ondes courtes (DRM) à Junglinster. Un autre dispositif, moins récent, est visible à l'arrière plan à gauche.

L'émetteur de Marnach, situé sur un plateau (540 m) à proximité du village de Marnach (commune de Clervaux), au nord du Luxembourg, est d'un point de vue chronologique le deuxième site d'émission (radio) de Radio Luxembourg (devenue RTL). Il assure la diffusion en ondes moyennes, à partir du milieu des années 1950.

## Aspects géographiques et historiques
Auparavant, ce type d'émission se faisait depuis Junglinster, le site historique, au nord-est de la capitale et datant des années 1930. L'émetteur de Marnach, directif, transmet un programme musical en anglais, aujourd'hui disparu dans sa forme initiale, et qui connaît un énorme popularité en Grande-Bretagne, notamment dans les années 1960-1970 (RTL 208). Ceci vaut à cet émetteur un intérêt particulier de la part de nombreux passionnés (plusieurs sites internet sont consacrés à ce programme et à la nostalgie de cette époque). Le site transmet également un autre programme à succès, en allemand (depuis la fin des années 1950 et encore à ce jour), durant la journée, diffusé  par ailleurs en modulation de fréquence (FM).
En plus des ondes moyennes, Marnach est un site d'émission FM durant les années 1960, mode de transmission inauguré également à Junglinster, à la fin des années 1950. L'antenne FM de Marnach (mat de 220 mètres) s'effondre accidentellement en 1969. Cette activité est transférée à Hosingen, à quelques kilomètres de Marnach sur la commune alors limitrophe, au début des années 1970. L'émetteur de 300 m de Hosingen est bien visible depuis Marnach. En réalité, les pylônes du site de Marnach se situent également sur le territoire de l'ancienne commune de Hosingen, aujourd'hui commune du Parc Hosingen.

## Aspects techniques
Le site de Marnach comprend un ensemble de 3 pylônes (dont deux réflecteurs passifs) de 105 m (soit environ une demi-longueur d'onde), disposés en triangle (mâts haubanés) et utilisés principalement en journée. La construction des pylônes fut réalisée par la société Barblé. Durant quelques années, le dispositif comportait jusqu'à 5 pylônes, disposés en V, mais cet aménagement resta transitoire. Plusieurs pylônes sont démantelés en 1979. À l'est de ce terrain, se situe, depuis le début des années 1970, un site secondaire, utilisé la nuit à destination de la Grande-Bretagne et comprenant une antenne de 60 m de hauteur, complétée par la suite par un pylône réflecteur de 65 m. La puissance de l'émetteur Telefunken atteint jusqu'à 1 200 kW, puissance peu répandue en Europe occidentale pour un émetteur ondes moyennes (fréquence 1 440 kHz). Les feeders sont souterrains. Deux groupes électrogènes peuvent être mis en œuvre en cas de coupure d'alimentation électrique.
Pendant longtemps, les programmes furent transmis par câble depuis la villa Louvigny, à Luxembourg-ville, où sont réalisées la plupart des émissions jusque dans les années 1990. À la suite de l'arrêt du programme anglais, l'émetteur est loué à certaines heures pour assurer la retransmission de plusieurs programmes (actuellement Radio Chine Internationale, média gouvernemental chinois, durant cinq heures, en soirée et KBS World Radio (Corée du Sud) pendant une heure). La gestion de l'émetteur est assurée par la société BCE (Broadcasting Center Europe), une filiale de RTL Group. Depuis quelques années, les émissions se font en mode numérique DRM (programme allemand) durant certaines heures de la journée. Des récepteurs spécifiques sont nécessaires, qui ne semblent pas très répandus dans le commerce à ce jour (on en trouve notamment sur plusieurs sites de vente en ligne ; ils assurent souvent également la réception en DAB et en mode analogique). La qualité sonore de ce mode de transmission est à remarquer. À Marnach, le même émetteur ondes moyennes est donc utilisé pour la transmission DRM et pour celle en mode analogique classique. Pour mémoire, des émissions DRM ont lieu également en ondes courtes, mais à partir du site de Junglinster.
La fermeture de l'émetteur a été annoncée dans un délai de trois ans en 2011. Cette annonce est intervenue dans le contexte d'un conflit portant sur la question des nuisances provoquées par le rayonnement autour du site. La reconversion du site avec notamment création d'un data center est à l'étude.
L'émetteur sur 1440khz en ondes moyennes soit 208 mètres a été coupé le 31 décembre 2015, puis a été démantelé le 17 février 2016, le site va être racheté par l’État luxembourgeois.